# آلگستون استوفنید
آلگستون استوفنید (به انگلیسی: Algestone acetophenide) با فرمول شیمیایی C۲۹H۳۶O۴ یک ترکیب شیمیایی با شناسه پاب‌کم ۵۲۸۴۵۳۸ است؛ که جرم مولی آن ۴۴۸٫۵۹ گرم بر مول می‌باشد. این ترکیب یک استروئید پرگنان (دارای خواص پروژسترونی) است.